# KTAスーパーストアズ

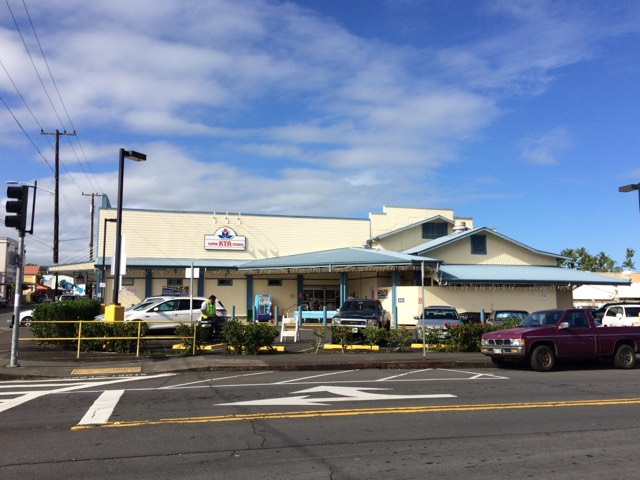
ハワイ島ヒロ・ダウンタウンのKTAスーパーストア。ハワイ州道19号線の交通が多い交差点にある。

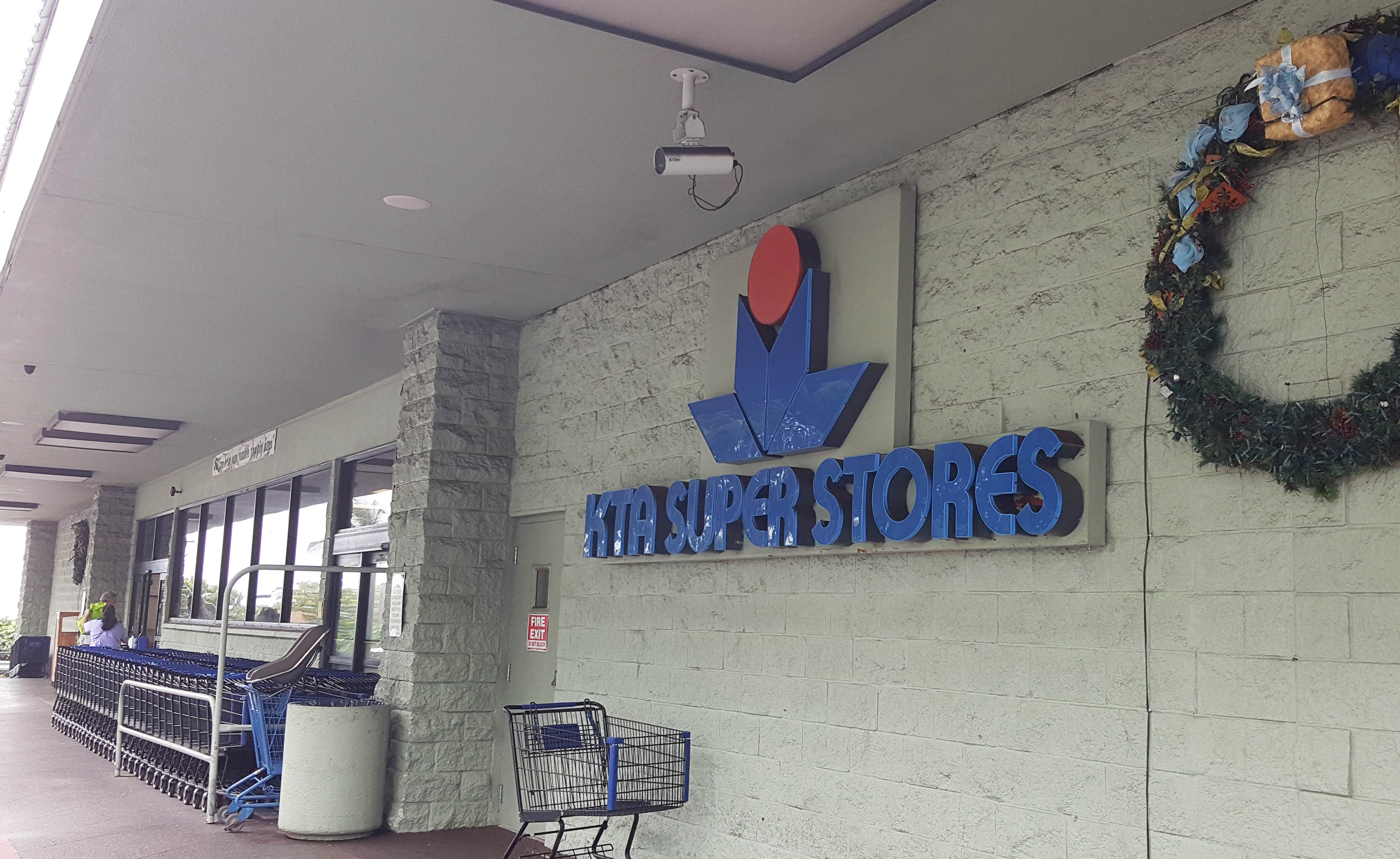
カイルア・コナのKTAスーパーストア

KTAスーパーストアズ（英語: KTA Super Stores）はアメリカ合衆国ハワイ州ハワイ島のヒロに本社を置く会社で、ハワイ島全体に同島最大のスーパーマーケット・チェーンを展開している。

## 概要
KTAスーパーストアの歴史は、1916年にハワイ島ヒロにKoichi & Taniyo Taniguchiが仲間（Associates）と小さな食料品店を設立して、顧客に品物を届けたりしたことで始まり、それがその後発展して、現在は6店舗を展開するようになった。
1941年にはヒロのダウンタウンに支店を開き、1946年の津波でもとの店が潰れると、この支店で営業を行った。1953年にはこれをスーパーに拡張した。その後この店も含めて、次の7店が開業している。
- ヒロのダウンタウン店（1946年開業）
- カイルア・コナ店（1959年）、1975年に現在の場所へ移転
- ヒロのプアイナコ店（1966年）
- ケアウホウ店（1984年）
- ワイメア店（1989年）
- ワイコロア・ビレッジ店（1990年）
- ケアラケクア（2018年）

こうした百年以上の歴史で、各店がコミューニティーの要望に沿って、アジア食品コーナーを設けるなどをしている。
KTAスーパーストアズはやはり地元のフードランドとその子会社サックンセイヴ（Sack 'N Save）や、全米チェーンのセーフウェイ、コストコ、ウォルマート、Kmartなどと競合関係にある。